# Поканата (филм, 2022)
„Поканата“ (на английски: The Invitation) е американски филм на ужасите от 2022 г. на режисьора Джесика М. Томпсън, сценарият е на Блеър Бълтър и главните роли се изпълняват от Натали Емануел и Томас Дохърти. Премиерата на филма е в Съединените щати на 26 август 2022 г. от „Сони Пикчърс Релийзинг“. Получава генерално смесени отзиви от критиката, като печели 33 млн. щ.д. в световен мащаб при бюджет от 10 млн. щ.д.